# 호세 리살
호세 프로타시오 리살 메르카도 이 알론소 레알론다(스페인어: José Protasio Rizal Mercado y Alonso Realonda, 1861년 6월 19일 ~ 1896년 12월 30일) 혹은 호세 리살(스페인어: José Rizal)은 의사, 저술가, 시인, 언론인, 교육가이며 필리핀의 독립 운동가이다. 스페인 치하에서 필리핀의 해방을 주창한 필리핀의 독립운동가였으나 안드레스 보니파시오 등의 무장투쟁론에 반대하고 스페인의 개혁과 자치 운동을 주장하였다. 필리핀의 독립운동을 지도하였고 필리핀 독립의 아버지로 추앙받고 있다. 그는 《놀리 메 탕헤레(나를 만지지 마오)》(Noli Me Tángere), 《훼방꾼》(El Filibusterismo)의 작가이며, 많은 시와 에세이를 남겼다. 그는 1896년 12월 30일 스페인 식민지 군에 의해 처형당했다.

## 생애

### 유학 생활
호세 리살은 의사가 되기 위해 1882년에 스페인으로 유학을 갔으며, 마드리드에서 《놀리 메 탕헤레》(Noli Me Tángere, Touch Me Not의 라틴어)라는 소설을 구상하여 이를 틈틈이 집필하여 1887년 2월 베를린에서 이를 최종 탈고했다. 베를린에서 2천부 인쇄한 《놀리 메 탕헤레》에서 그는 식민지 지배의 모순을 날카롭게 비판, 스페인 인들이 자국인들에게만 특혜를 주고 식민지 필리핀인들을 차별하는 것을 적나라하게 묘사하였다.
식민지 출신의 젊은 유학생이 발표한 이 소설은 당시 개방적인 분위기와 자유주의적인 분위기가 확산되어가던 스페인의 문화계와 마드리드의 지식인층, 학생들 사이에서 급속도로 확산되었고 스페인의 식민통치에 대한 비판 여론이 스페인에서 나오게 되었다. 결국 호세의 서적은 불온서적이 되고, 그는 스페인 정부의 추방령에 따라 퇴학당하고, 필리핀으로 되돌아오고 말았다.

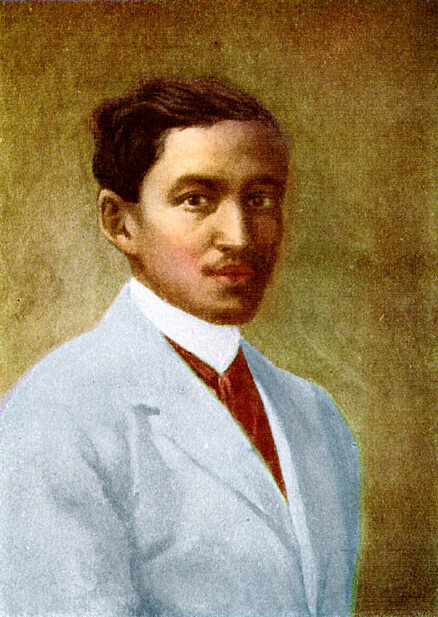
호세 리살 초상화, 후안 루나작 (1894년)

의사의 꿈을 접고 필리핀으로 되돌아오게 된 호세는 필리핀의 해방에 대한 열망으로 뭔가를 실현하고자 필리핀 민족 동맹을 결성하여 스페인 식민통치를 비판하였다. 그는 스페인의 압제하에 필리핀의 노예 상태에 통분, 활발한 저술 활동을 통하여 민족의 자각·해방의 기운을 촉진시켰다. 그러나 안드레스 보니파시오 등의 무장투쟁론에 반대하고 스페인의 개혁과 자치 운동을 주장하였다.
1892년 필리핀 독립 운동의 지도 기관인 필리핀 연맹을 결성하여 독립 운동을 지휘하던 중 그의 활동을 주목한 스페인 총독부에 의해 체포되어 민다나오 섬 다피탄으로 유배되었고, 무장 투쟁론자들의 배후로 몰리게 되었다.

### 투옥과 처형
그 뒤 수도 마닐라 인트라무로스(Intramuros) 내에 있는 산티아고 요새(Fort Santiago) 감옥으로 이감되어 수감생활을 하던 중 1896년 필리핀 혁명의 배후 조종자로 지목되어 마닐라 근교의 교외 바굼바얀(오늘날의 리살 공원 부지)에서 공개 총살형을 당하였다. 그의 죽음은 필리핀인들에게 독립 의지를 불사르는 계기가 되었고, 호세 리살은 필리핀 독립의 아버지로 추앙되었다.

### 사후
그 뒤 그의 영향을 받은 에밀리오 아기날도, 아폴리나리오 마비니 등 많은 청년들이 필리핀의 독립 투쟁에 가담하는 계기가 된다. 오늘날 필리핀에서는 그를 "독립 운동의 아버지"로 추앙하고 있다. 그가 죽은 12월 30일은 호세 리살의 날로 기념되며 필리핀의 수도인 마닐라의 로하스 거리(Roxas Street)에 그를 기념해 세운 리살 공원과 그의 동상이 있다.
마닐라에서 공개 처형 당했으며 그가 처형당한 곳은 후일 필리핀 독립 이후 '리살 공원'(Rizal Park)이 세워졌다. 리살 공원 한쪽에는 호세 리살의 처형 장면을 재현해 놓은 동상들이 설치되고 후일 관광지화되었다. 그가 수감된 산티아고 요새 감옥 근처에는 호세 리살 기념관이 세워졌다.

## 같이 보기
- 리살주
- 에밀리오 아기날도
- 아폴리나리오 마비니
- 안드레스 보니파시오
- 카티푸난